# Eyjafjörður
Eyjafjörður ( PRONÚNCIA; TRANSLITERADO PARA PORTUGUÊS: Eyjafjördur) é um fiorde da Islândia situado no Nordeste da ilha, na região de Norðurland Eystra.

É o fiorde mais comprido da região, com um comprimento de 60 km e uma largura máxima de 25 km.

A pequena ilha de Hrísey está situada no interior do fiorde, e a cidade de Akureyri está localizada na sua margem sul.